# Yuki Kato (fotbollsspelare)
Yuki Kato (加藤 有輝 Kato Yuki?), född 20 september 1997 i Saitama prefektur, är en japansk fotbollsspelare.
Kato började sin karriär 2016 i Omiya Ardija.